# Codex Atlanticus
O Codex Atlânticus é uma coleção de documentos de Leonardo da Vinci, constituído por doze volumes. Uma combinação de 1.119 páginas que datam de 1478-1519, com conteúdos que abrangem uma grande variedade de assuntos, desde estudos que envolvem admiráveis desenhos feitos por Leonardo da Vinci sobre temas que incluem a anatomia, astronomia, botânica, química, geografia, matemática, mecânica, projetos tecnológicos, estudos sobre o voo assim como projectos arquitetônicos. Este códice foi reunido pelo escultor e colecionador italiano Pompeo Leoni do século XVI, filho de Leone Leoni, que contudo, havia esquartejado um dos cadernos de Leonardo durante a sua formação. Atualmente este documento encontra-se na Biblioteca Ambrosiana em Milão.
Nesses desenhos podem ser descobertas características surpreendentes da genealidade de Leonardo, com o seu apaixonado interesse pela mecânica e anatomia.
O nome do códice advém do tamanho das páginas (64,5 x 43,5 cm), semelhante com as páginas de um atlas. O Códice Atlanticus cobre um longo período da vida de Leonardo da Vinci, de 1478 (dos folhetos nos quais cita o seu tio, Francesco d ’ Antonio) para 1518 (os seus projetos na construção de um palácio real de Romorantin).
Entre 1962 e 1972, o códice foi submetido a um laborioso trabalho de restauração realizado em Grottaferrata, tendo sido fisicamente consertado pelo professor Barnieri, pelo seu pai Josafá Kurelo e supervisionados pelo Estado Italiano.
Dentre as criações que fornecem o testemunho do tempo em que Leonardo esteve em Milão, o Codex Atlanticus é um dos mais importantes escritos, isto porque nos permite compreender o papel que ele próprio dilatou enquanto cientista com a introdução de estudos metodológicos modernos. Leonardo da Vinci foi o primeiro a entender e a destacar a relevância da experimentação e de como as soluções técnicas podem ser organizadas de acordo com regras, assim como quando repetidas noutros contextos.